# اندرو داوبر
اندرو داوبر (انگلیسی: Andrew Dawber؛ زادهٔ ۲۰ نوامبر ۱۹۹۴) بازیکن فوتبال اهل بریتانیا است.
از باشگاه‌هایی که در آن بازی کرده‌است می‌توان به باشگاه فوتبال فولام، باشگاه فوتبال کلیترو، باشگاه فوتبال مارین، باشگاه فوتبال آکرینگتون استنلی، و باشگاه فوتبال آلدرشات تاون اشاره کرد.